# Sotto l'ombrellone
Sotto l'ombrellone è un album di Amedeo Minghi e Lino Banfi pubblicato nel 2005.

## Tracce
1. Sotto l'ombrellone
2. Bagnasciuga
3. W il bagnino
4. Lo spaghettino
5. Faimedesimotalequaleame
6. Oronzo Canà
7. Senza il cellulare
8. Il ballo della panza
9. Benedetto maledetto mare
10. Smile Children